# Плямистошиїй свіфт
Плямистошиїй свіфт (Streptoprocne) — рід серпокрильцеподібних птахів родини серпокрильцевих (Apodidae). Представники цього роду мешкають в Мексиці, Центральній і Південній Америці та на Карибах.

## Види
Виділяють п'ять видів:
- Свіфт венесуельський (Streptoprocne phelpsi)
- Свіфт рудошиїй (Streptoprocne rutila)
- Свіфт болівійський (Streptoprocne zonaris)
- Свіфт бразильський (Streptoprocne biscutata)
- Свіфт мексиканський (Streptoprocne semicollaris)

## Етимологія
Наукова назва роду Streptoprocne походить від сполучення слова дав.-гр. στρεπτος — ошийник та імені Прокни — персонажа давньогрецької міології, яка була перетворена в ластівку.